# Persan à tête noire
Le Persan à tête noire (en afrikaans : Swartkoppersie ; en anglais : Blackhead Persian) est une race de mouton domestique originaire d'Afrique du Sud principalement élevé pour sa viande. C'est un mouton à poils (absence de laine) qui fait partie du groupe des moutons à croupe grasse,. 

## Origine
La race du Persan à tête noire descend de moutons de Somalie importés en Afrique du Sud vers 1870. La race est officiellement reconnue depuis 1906,. 

## Description
Ce mouton à poils a une tête noire, avec de longues oreilles pendantes, un cou noir et un corps blanc, avec une ligne claire délimitant les deux couleurs. Une boule de graisse est bien visible au niveau de la croupe. Les brebis pèsent en moyenne 30 kg et peuvent atteindre 50 kg. Le bélier peut atteindre 70 kg. Les mâles et les femelles ne portent pas de cornes, bien qu'elles peuvent apparaître sur de rares individus. Ce mouton est parfois pris pour une chèvre en raison de son apparence générale.
Il existe deux « variantes » au Persan à tête noire : le Redhead Persian où le noir est remplacé par un brun rouge et le Speckled Persian où la toison noire est tachetée de blanc.

## Élevage et production
Adapté au climat aride et semi-aride, il a besoin de peu et tolère même l'eau saumâtre. Il n'a pas de période de reproduction bien définie et peut se reproduire tout au long de l'année. La brebis a un seul agneau ; la naissance de jumeaux est rare. Il semble être plus résistant aux maladies qui limitent l'élevage des autres races dans certaines zones,.
Il est principalement élevé pour sa viande. Celle-ci n'est pas adaptée à tous les marchés. Elle est peu grasse car la graisse se concentre essentiellement au niveau de la croupe et son goût est fort,. Il produit aussi un cuir de bonne qualité. Au début des années 1950, le cheptel était estimé à 2 000 000 de têtes dans son pays d'origine.

## Diffusion et croisements
La race s'est diffusée dans plusieurs pays d'Afrique comme le Kenya, la Tanzanie, l'Éthiopie et l'Île Maurice,. Elle a également été importée dans les Caraïbes où elle s'est bien adaptée au climat tropical humide. Au Brésil, elle est à l'origine de la race Somalis Brasileira (Brazilian Somali).
En raison de son adaptation au milieu aride, sa reproduction facile et sa résistance aux maladies, le Persan à tête noire a été croisé avec de nombreuses autres races ovines. Le Dorper est issu d'un croisement avec un Dorset Horn (en), le Wiltiper avec un Wiltshire Horn (en). Le Nangue à tête noire au Ghana est issu d'un croisement avec un Djallonké local ; le Permer d'un croisement avec un Mérinos allemand. Les races Van Rooy (en) et Bezuidenhout Afrikaner sont également issues du Persan,,. Une race de Karakul locale à l'Afrique du Sud est issue d'un croisement entre un Karakul et un Persan.